# だから、あなたも生きぬいて
だから、あなたも生きぬいて（だから、あなたもいきぬいて）は、弁護士の大平光代によって書かれた自伝。

## 概要
少年犯罪を担当する弁護士である著者が、学生時代の壮絶ないじめの経験を機に非行に走った過去と、そこから立ち直り司法試験に合格して弁護士となるまでの自伝。
講談社刊行で、初版は2万部。2018年時点で260万部のベストセラー。
2000年の書籍の売り上げで1位。
日本での書籍の歴代売り上げで32位。